# Félix de Azúa Comella
Félix de Azúa Comella (Barcelona, 30 d'abril de 1944), és un poeta i novel·lista català en castellà. Des del 18 de juny del 2015, ocupa el seient H de la Reial Acadèmia Espanyola.

## Biografia
Félix de Azúa Comella és llicenciat en Filosofia i lletres i doctor en Filosofia per la Universitat de Barcelona, amb la tesi titulada: Aspectos de la estética de Diderot: El doble modelo neoclásico-romántico, dirigida per José María Valverde Pacheco i defensada el 1982. Iniciada ja la seva carrera literària, a principi dels anys setanta, a conseqüència del tancament de les facultats universitàries arran dels successos de 1969, es trasllada durant tres anys de Madrid a París, en els quals compagina els seminaris universitaris amb l'ambient de les tertúlies al Barri Llatí, freqüentant la que portava Agustín García Calvo al cafè La Boule d'Or, que considera el seu mestre i la persona que el portà a la Filosofia. En els anys vuitanta inicia la docència universitària, primer a la Facultat de Filosofia i Ciències de l'Educació de Zorroaga (Sant Sebastià), dependent de la Universitat del País Basc, i després a l'Escola Tècnica Superior d'Arquitectura de la Universitat Politècnica de Catalunya, on el 1993 obté per concurs la plaça de catedràtic en l'àrea de coneixement d'Estètica i Teoria de les Arts. Fou nomenat director de l'Instituto Cervantes de París, càrrec en el qual va estar entre 1993 i 1995, i del que va dimitir per diferències per les polítiques mantingudes en aquest moment pels responsables del Ministeri d'Afers exteriors. És col·laborador habitual dels diaris El País i El Periódico de Catalunya, com a columnista, articulista i agitador cultural.
En la seva trajectòria poètica l'hi va vincular inicialment a la generació dels «novísimos», des que el 1970 Josep Maria Castellet el va incorporar a l'antologia Nueve novísimos poetas españoles, formant-ne la «coqueluche» junt als poetes Pere Gimferrer, Vicente Molina Foix, Leopoldo María Panero, Guillermo Carnero i Ana María Moix. Amb aquesta antologia cobra un paper rellevant en la poesia espanyola contemporània, encara que de seguida va renegar del seu ofici exclusiu de poeta. La seva poesia és considerada freda i hermètica, girant sobre els eixos temàtics del buit i el no-res. Quant a la seva producció narrativa i de prosa literària destaca pel seu caràcter reflexiu i culturalista, incloent-hi fortes dosis d'ironia i sarcasme, sobretot en els seus textos més recents.
A mitjan primera dècada del segle xxi, durant el procés de la tramitació legislativa de la reforma estatutària de Catalunya, va ser un dels quinze signants dels dos manifestos de la plataforma política Ciutadans de Catalunya (2005 i 2006), a favor de la constitució d'una formació política que s'autodenominés «no nacionalista» (catalana). El 2011 decideix traslladar la seva residència familiar a Madrid, al costat de l'arquitecta Eva Fidalgo Elices (18 de gener de 1974), amb la qual va tenir una filla a la fi d'aquest any.

## Controvèrsies
El març del 2016 en una entrevista a l'agència EFE, va atacar el sistema educatiu català tot afirmant que «L'educació a Catalunya és en mans de talibans, que ensenyen l'odi a Espanya i a tot allò que és espanyol», declaracions que foren contestades per la vicepresidenta del Govern Neus Munté.

## Premis
Obra literària
- 1987 - V Premi Herralde de novel·la. Barcelona: Editorial Anagrama.Obra guardonada: Diario de un hombre humillado.
- 2012 - XXXVII Premi César González-Ruano de periodisme.[6] Madrid: Fundació Mapfre. Obra guardonada: «Contra Jeremías». En: El País, 14 ago. 2011. ISSN 1697-9397.
- 2015 XXXII Premi de Periodisme Francisco Cerecedo[7]

Trajectòria
- 2000 - Premio Internazionale Sebetia-Ter. Cultura: Arte e Letteratura. Nàpols: Centri di Studi di Arte e Cultura di Napoli Sebetia-Ter.
- 2001 - VII Premi a la Tolerància. Barcelona: Asociación por la Tolerancia.

## Obres
Poesia
- Cepo para nutria. Madrid: Pájaro de papel, 1968.
- El velo en el rostro de Agamenón (1966-1969). Barcelona: El Bardo, 1970.
- Edgar en Stéphane. Barcelona: Lumen, 1971. ISBN 84-264-2904-1. ISBN 978-84-264-2904-9.
- Lengua de cal. Madrid: Visor, 1972.
- Pasar y siete canciones. Barcelona: La Gaya Ciencia, 1977. ISBN 84-7080-917-2. ISBN 978-84-7080-917-0.
- Poesía (1968-1978). Madrid: Hiperión, 1979. ISBN 84-85272-52-8. ISBN 978-84-85272-52-5. Recoge los cinco libros anteriores.
- Farra. Madrid: Hiperión, 1983. ISBN 84-7517-087-0. ISBN 978-84-7517-087-9.
- Poesía (1968-1989). Madrid: Hiperión, 1989. 246 páginas. ISBN 84-7517-271-7. ISBN 978-84-7517-271-2. Recull els sis llibres anteriors.
- Última sangre (Poesía 1968-2007). Barcelona: Bruguera, 2007. 259 páginas, ISBN 978-84-02-42035-0. Recull els llibres anteriors i incorpora la sèrie de set poemes que dona nom al volum.

Novel·la i prosa literària
- Las lecciones de Jena. Barcelona: Barral, 1972. ISBN 84-211-0247-8. ISBN 978-84-211-0247-3.
- Las lecciones suspendidas. Madrid: Alfaguara, 1978. ISBN 84-204-2030-1. ISBN 978-84-204-2030-1.
- Última lección. Madrid: Legasa, 1981.138 páginas. ISBN 84-85701-56-9. ISBN 978-84-85701-56-8.
- Mansura. Barcelona: Anagrama, 1984. 176 páginas. ISBN 84-339-1710-2. ISBN 978-84-339-1710-2.
- Historia de un idiota contada por él mismo o El contenido de la felicidad. Barcelona: Anagrama, 1986. 126 páginas. ISBN 84-339-1738-2. ISBN 978-84-339-1738-6.
- Diario de un hombre humillado. Barcelona: Anagrama, 1987. 288 páginas. V Premio Herralde. ISBN 84-339-1756-0. ISBN 978-84-339-1756-0.
- Cambio de bandera. Barcelona: Anagrama, 1991. 254 páginas. ISBN 84-339-0930-4. ISBN 978-84-339-0930-5.
- Demasiadas preguntas. Barcelona: Anagrama, 1994. 208 páginas. ISBN 84-339-0966-5. ISBN 978-84-339-0966-4.
- Momentos decisivos. Barcelona: Anagrama, 2000. 368 páginas. ISBN 84-339-2452-4. ISBN 978-84-339-2452-0.

Relats
- «Quien se vio». En: Tres cuentos didácticos. Barcelona: La Gaya Ciencia, 1975. ISBN 84-7080-016-7. ISBN 978-84-7080-016-0.
- La venganza de la verdad. Madrid: Hiperión, 1978.
- El largo viaje del mensajero. Barcelona: Editorial Antártida, 1991. 48 páginas. ISBN 84-7596-274-2. ISBN 978-84-7596-274-0.
- «Herédame». En: El País, 6;7 ago. 1985. ISSN 1697-9397.
- El trencadizo. Cuenca: Antojos, 1989. Ilustrado por Rafael Canogar. ISBN 84-86753-02-3. ISBN 978-84-86753-02-3.
- «La pasajera». En: El País, 18 nov. 1990. ISSN 1697-9397.
- «La resignación de la soberbia». En: Los pecados capitales. Barcelona: Grijalbo, 1990.
- «La pasajera». En: Cuentos de cabecera [vol. 7]. Barcelona: Planeta-DeAgostini; NH Hoteles, 1996.
- «La segunda cicatriz». En: Cuentos de cabecera [vol. 7]. Barcelona: Planeta-DeAgostini; NH Hoteles, 1996.
- «El padre de sus hijos». En: Barcelona, un día. Madrid: Alfaguara, 1998.
- «La verdad está arriba». En Turia. Revista Cultural, 1998, n. 46, pp. 49–54. ISSN 0213-4373.

Assaig
- Conocer Baudelaire y su obra. Barcelona: Dopesa, 1978. 124 páginas. ISBN 84-7235-391-5. ISBN 978-84-7235-391-6.
- Baudelaire y su obra. Barcelona: Dopesa, 1978. 128 páginas. ISBN 84-7235-392-3. ISBN 978-84-7235-392-3.
- La paradoja del primitivo. Barcelona: Seix Barral, 1983. 388 páginas. ISBN 84-322-0827-2. ISBN 978-84-322-0827-0.
- El aprendizaje de la decepción. Pamplona: Pamiela, 1989. 204 páginas. ISBN 84-7681-084-9. ISBN 978-84-7681-084-2.
- La Venecia de Casanova. Barcelona: Planeta, 1990. 169 páginas. ISBN 84-320-4912-3. ISBN 978-84-320-4912-5.
- Baudelaire y el artista de la vida moderna. Pamplona: Pamiela, 1992. 176 páginas. ISBN 84-7681-116-0. ISBN 978-84-7681-116-0 .
- Salidas de tono. 50 reflexiones de un ciudadano. Barcelona: Anagrama, 1997. 224 páginas. ISBN 84-339-0527-9. ISBN 978-84-339-0527-7.
- Lecturas compulsivas. Una invitación. Barcelona: Anagrama, 1998. 320 páginas. ISBN 84-339-0565-1. ISBN 978-84-339-0565-9.
- Baudelaire (y el artista de la vida moderna). Barcelona: Anagrama, 1999. Reedición. 176 páginas. ISBN 84-339-0575-9. ISBN 978-84-339-0575-8.
- La invención de Caín. Ciudades y ciudadanos. Madrid: Alfaguara, 1999. 347 páginas. ISBN 84-204-3086-2. ISBN 978-84-204-3086-7. Madrid: Alfaguara, 1999. 87 páginas.
- Diccionario de las Artes. Barcelona: Anagrama, 2002. 307 páginas. ISBN 84-339-6182-9. ISBN 978-84-339-6182-2.
- Cortocircuitos. Imágenes mudas. Madrid: Abada Editores, 2004. 90 páginas. ISBN 84-96258-25-4. ISBN 978-84-96258-25-9.
- La arquitectura de la no-ciudad. Pamplona: Universidad Pública de Navarra, 2004. 240 páginas. ISBN 84-9769-054-0. ISBN 978-84-9769-054-6.
- Esplendor y nada. Barcelona: El Lector Universal, 2006. 278 páginas, ISBN 84-935020-0-6. ISBN 978-84-935020-0-3.
- Abierto a todas horas. Madrid: Alfaguara, 2007. 244 páginas. ISBN 978-84-204-7189-1.
- Ovejas negras. Barcelona: Bruguera, 2007. 251 páginas. ISBN 978-84-02-42020-6.
- La pasión domesticada. Las reinas de Persia y el nacimiento de la pintura moderna. Madrid: Abada Editores, 2007. 94 páginas. ISBN 978-84-96775-13-8.
- «Prefacio», en Contre Guernica. Pamphlet, d'Antonio Saura. Ginebra: Archives Antonio Saura; 5 Continents Editions, 2008. 120 páginas. ISBN 978-88-7439-475-3.
- «Prefacio», Contra el Guernica. Libelo, d'Antonio Saura. Ginebra: Archives Antonio Saura; Ediciones La Central; Museo Nacional Centro de Arte Reina Sofía, 2009. 120 páginas. ISBN 978-84-936793-9-2.
- Autobiografía sin vida. Barcelona: Mondadori, 2010. 176 páginas. ISBN 978-84-397-2322-6.
- Diccionario de las Artes. Barcelona: Debate, 2011. 335 páginas. 2ª edición, revisada y ampliada. ISBN 978-84-9992-003-0.
- Autobiografía de papel. Barcelona: Mondadori, 2013. 184 páginas. ISBN 978-84-397-2722-4.
- Contra Jeremías. Artículos políticos. Barcelona: Debate, 2013. 212 páginas. ISBN 978-84-9992-289-8.

Traducció
- El lenguaje y la búsqueda de la verdad, de T. S. Elliot. Barcelona: Edhasa, 1971. ISBN 84-350-0037-0. ISBN 978-84-350-0037-6. De l'anglès.
- Novelas: La Religiosa; El sobrino de Rameau; Jacques el Fatalista, de Denis Diderot.Madrid: Alfaguara, 1979). 592 páginas. ISBN 84-204-0200-1. ISBN 978-84-204-0200-0. Del francès.
- Residua, de Samuel Beckett. Barcelona: Tusquets Editores, 1981. 80 páginas. ISBN 84-7223-001-5. ISBN 978-84-7223-001-9. Del francès.
- Notas para la definición de la cultura, de T. S. Elliot. Madrid: Bruguera, 1983. ISBN 84-02-09643-3. ISBN 978-84-02-09643-2. De l'anglès.
- Sin. Seguidor de El despoblador, de Samuel Beckett. Barcelona: Tusquets Editores, 1984. 56 páginas. ISBN 84-7223-029-5. ISBN 978-84-7223-029-3. Del francès.
- Primer amor, de Samuel Beckett. Barcelona: Tusquets Editores, 1984. 48 páginas, ISBN 84-7223-026-0. ISBN 978-84-7223-026-2. Del francès.
- Principios de an-arquía pura y aplicada, de Paul Valéry. Barcelona: Tusquets Editores, 1987. 214 páginas. ISBN 84-7223-095-3. ISBN 978-84-7223-095-8. Del francès.
- Los discípulos en Sais, de Novalis. Madrid: Hiperión, 1988. ISBN 84-7517-228-8. ISBN 978-84-7517-228-6. De l'alemany.
- Relatos, de Samuel Beckett. Barcelona: Tusquets Editores, 1997. En col·laboració amb Anna Maria Moix i Jenaro Talens. 256 páginas. ISBN 84-8310-543-8. ISBN 978-84-8310-543-6. Del francès.